# Belgische kampioenschappen indoor atletiek 1991
In 1991 werden de Belgische kampioenschappen indoor atletiek Alle Categorieën gehouden op zondag 24 februari in Gent.

## Uitslagen

### 60 m
| rang   | atleet            | prestatie |
| ------ | ----------------- | --------- |
| Goud   | Ronald Desruelles | 6,74 s    |
| Zilver | Patrick Stevens   | 6,82 s    |
| Brons  | ?                 |           |

| rang   | atlete           | prestatie |
| ------ | ---------------- | --------- |
| Goud   | Valérie Denis    | 7,55 s    |
| Zilver | Sandrine Hennart | 7,56 s    |
| Brons  | Bracke           | 7,66 s    |

### 200 m
| rang   | atleet          | prestatie |
| ------ | --------------- | --------- |
| Goud   | Jeroen Fischer  | 21,24 s   |
| Zilver | Patrick Stevens | 21,27 s   |
| Brons  | Wim Van Avondt  | 21,70 s   |

| rang   | atlete           | prestatie |
| ------ | ---------------- | --------- |
| Goud   | Cécile Clarinval | 24,51 s   |
| Zilver | Valérie Denis    | 24,68 s   |
| Brons  | Martine Meersman | 24,78 s   |

### 400 m
| rang   | atleet         | prestatie |
| ------ | -------------- | --------- |
| Goud   | Alain Cuypers  | 48,92 s   |
| Zilver | Didier Lepoint | 49,72 s   |
| Brons  | Piet Desmet    | 49,72 s   |

| rang   | atlete           | prestatie |
| ------ | ---------------- | --------- |
| Goud   | Katrien Maenhout | 55,30 s   |
| Zilver | Sarah Reynaert   | 56,96 s   |
| Brons  | Nadia Verhoft    | 57,97 s   |

### 800 m
| rang   | atleet       | prestatie |
| ------ | ------------ | --------- |
| Goud   | Frank Naudts | 1.54,34   |
| Zilver | Bart De Loof | 1.54,73   |
| Brons  | Rik Didden   | 1.55,16   |

| rang   | atlete           | prestatie |
| ------ | ---------------- | --------- |
| Goud   | Ingeborg Huyssen | 2.09,7    |
| Zilver | Els Vancoillie   | 2.14,5    |
| Brons  | Valérie Aussems  | 2.15,2    |

### 1500 m
| rang   | atleet            | prestatie |
| ------ | ----------------- | --------- |
| Goud   | Christophe Impens | 3.51,83   |
| Zilver | Marc Corstjens    | 3.52,13   |
| Brons  | Rudy Vlasselaer   | 3.54,96   |

| rang   | atlete           | prestatie |
| ------ | ---------------- | --------- |
| Goud   | Linda Berghman   | 4.30,86   |
| Zilver | Greet Dupain     | 4.32,35   |
| Brons  | Maria Byczkowska | 4.35,77   |

### 3000 m
| rang   | atleet          | prestatie |
| ------ | --------------- | --------- |
| Goud   | Johan Claessen  | 8.13,53   |
| Zilver | Michel Decoster | 8.17,53   |
| Brons  | Hans Ulin       | 8.18,18   |

| rang   | atlete            | prestatie |
| ------ | ----------------- | --------- |
| Goud   | Mia Van Tongerloo | 9.49,49   |
| Zilver | Andrea Laplasse   | 10.07,79  |
| Brons  |                   |           |

### 60 m horden
| rang   | atleet            | prestatie |
| ------ | ----------------- | --------- |
| Goud   | Wim Vandeven      | 7,99 s    |
| Zilver | Huub Grossard     | 8,04 s    |
| Brons  | Jean-Paul Bruwier | 8,06 s    |

| rang   | atlete              | prestatie |
| ------ | ------------------- | --------- |
| Goud   | Sylvia Dethier      | 8,25 s    |
| Zilver | Caroline Delplancke | 8,34 s    |
| Brons  | Veronique Storme    | 8,63 s    |

### Verspringen
| rang   | atleet                  | prestatie |
| ------ | ----------------------- | --------- |
| Goud   | Xavier Cooper           | 7,65 m    |
| Zilver | Rudi Vanlancker         | 7,63 m    |
| Brons  | Jean-Pierre Paternostre | 7,59 m    |

| rang   | atlete            | prestatie |
| ------ | ----------------- | --------- |
| Goud   | Sandrine Hennart  | 6,15 m    |
| Zilver | Catherine Gilmant | 6,06 m    |
| Brons  | Veerle Jennes     | 6,04 m    |

### Hink-stap-springen
| rang   | atleet            | prestatie |
| ------ | ----------------- | --------- |
| Goud   | Yassin Guellet    | 15,04 m   |
| Zilver | Bert Tomme        | 15,03 m   |
| Brons  | Christophe Dupont | 14,95 m   |

| rang   | atlete              | prestatie |
| ------ | ------------------- | --------- |
| Goud   | Heidi Van Collie    | 12,03 m   |
| Zilver | Kathleen Vriesacker | 11,71 m   |
| Brons  | Cécile Algoet       | 10,93 m   |

### Hoogspringen
| rang   | atleet            | prestatie |
| ------ | ----------------- | --------- |
| Goud   | Dominique Sandron | 2,20 m    |
| Zilver | David Magnus      | 2,13 m    |
| Brons  | Filip Meert       | 2,10 m    |

| rang   | atlete           | prestatie |
| ------ | ---------------- | --------- |
| Goud   | Els Beliën       | 1,80 m    |
| Zilver | Heidi Paesen     | 1,77 m    |
| Brons  | Sabrina De Leeuw | 1,71 m    |

### Polsstokhoogspringen
| rang   | atleet         | prestatie |
| ------ | -------------- | --------- |
| Goud   | Alan De Naeyer | 5,00 m    |
| Zilver | Dirk Ledegen   | 5,00 m    |
| Brons  | Emile Dewil    | 4,70 m    |

### Kogelstoten
| rang   | atleet         | prestatie |
| ------ | -------------- | --------- |
| Goud   | Stephan Ulrich | 16,86 m   |
| Zilver | Kurt Boffel    | 15,64 m   |
| Brons  | Noel Legros    | 15,51 m   |

| rang   | atlete             | prestatie |
| ------ | ------------------ | --------- |
| Goud   | Greet Meulemeester | 15,57 m   |
| Zilver | ?                  |           |
| Brons  | ?                  |           |

1985 ·
1986 ·
1987 ·
1988 ·
1989 ·
1990 ·
1991 ·
1992 ·
1993 .
1994 ·
1995 .
1996 ·
1997 ·
1998 .
1999 ·
2000 .
2001 · 
2002 · 
2003 · 
2004 · 
2005 · 
2006 · 
2007 · 
2008 · 
2009 · 
2010 · 
2011 · 
2012 · 
2013 · 
2014 ·
2015 ·
2016 ·
2017 ·
2018 ·
2019 ·
2020 ·
2021 ·
2022 ·
2023 ·
2024 ·
2025